# 羅列 (弘治進士)
羅列（1461年—？），字天爵，廣東廣州府南海縣人，民籍，明朝政治人物。

## 生平
弘治二年（1489年）己酉科廣東鄉試第二十六名舉人。弘治三年（1490年）中式庚戌科會試第一百十九名，三甲第十一名進士。授湖廣蒲圻縣知縣，九年六月行取南京都察院理刑，十年四月实授南京雲南道監察御史，十四年七月差南直隶清理屯田，官至漳州府知府，正德五年（1510年）正月升福建左参政。六年正月考察以贪暴降调。

## 家族
曾祖羅祖昌；祖父羅勝宗；父羅廣成，母招氏。具庆下。弟刚、钊。